# 吉娜·蘿傑拉

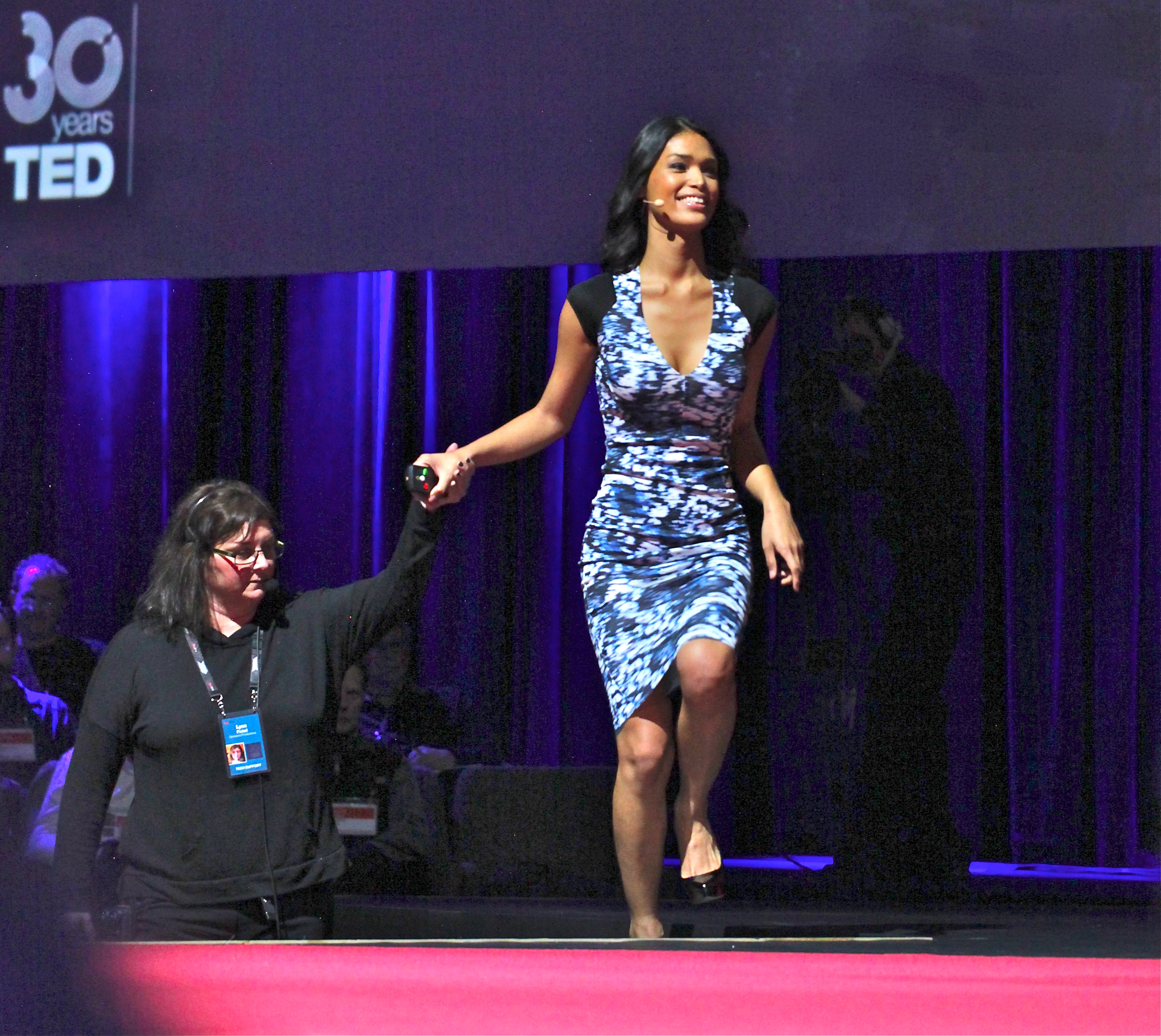

吉娜·蘿傑拉（英語：Geena Rocero，1984年—），美籍菲裔跨性别女性模特兒，菲律賓馬尼拉出生，從5歲起已經有性别不一致的念頭，於泰國進行過兩次大型手術，15歲開始參加選美比賽，17歲移居三藩市，2006年入籍美國。她是爭取跨性别權益組織「Gender Proud」的創辦人。

## 職業生涯
吉娜·蘿傑拉於21歲時在紐約市下東城區被時裝攝影師發掘，隨後簽約頂級模特兒公司「NEXT Model Management」，與超級名模米娜·祖華域芝屬同一公司。

## 出櫃經歷
2014年3月31日在TED大會的演講中，向外公佈自己跨性别者的身份，同年成立「Gender Proud」組織，為跨性别者爭取更多權益。

## 外部連結
- 官方网站